# Betafit

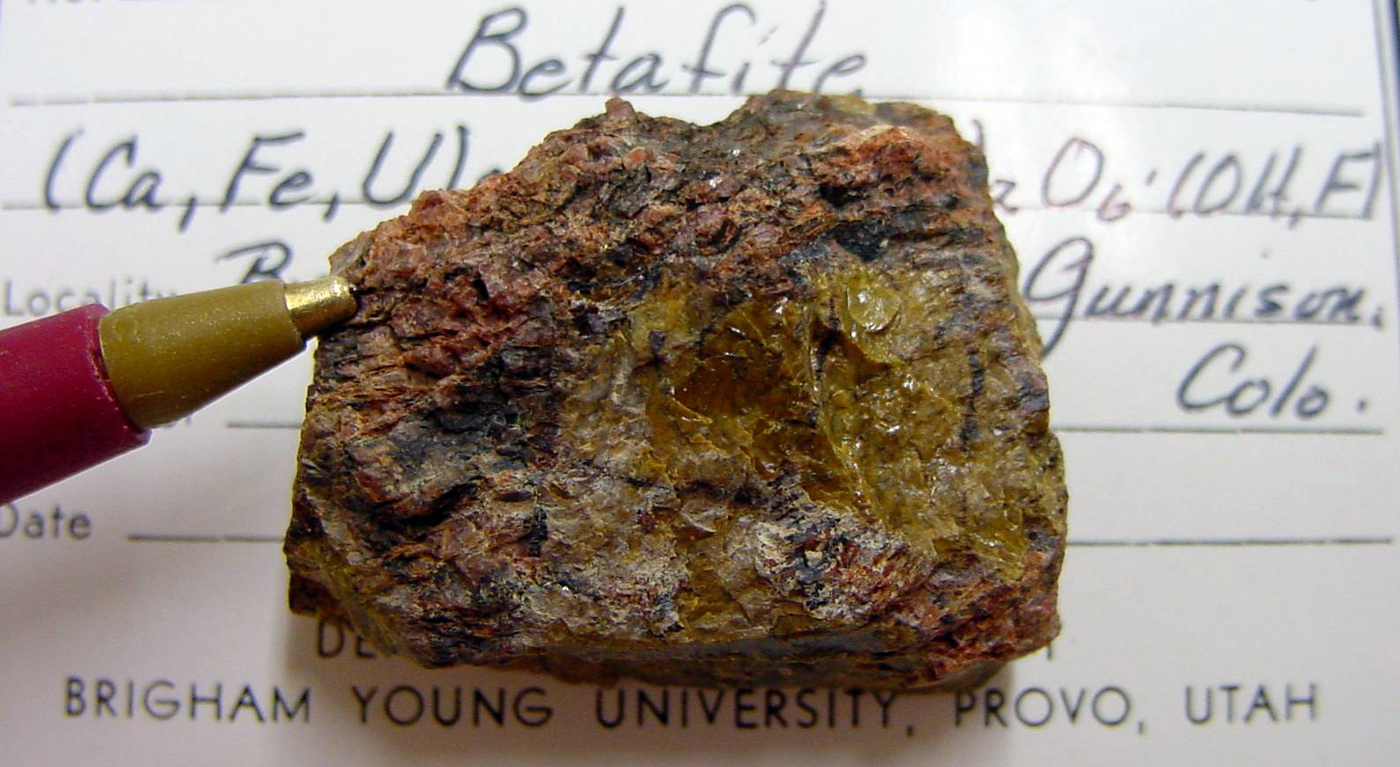
Betafit, Gunnison, Colorado

Betafit är en mineralgrupp i pyroklorsupergruppen, med den kemiska formeln (Ca,U)2(Ti,Nb,Ta)2O6(OH). Betafit förekommer vanligtvis som ett primärt mineral i granitpegmatiter, sällan i karbonater. Ursprungligen definierad av B-platsens atom Ti ledde utvecklingen av en ny nomenklatur för mineralnamn till en modernisering av systemet för nomenklatur för pyroklor och betafit för att ytterligare rationalisera namngivningsprocessen för denna gruppering av mineraler. Endast två av de mineralarter som tidigare erkändes som betafit finns för närvarande kvar. De är oxyuranobetafit och oxykalciobetafit. Termen betafit är nu en synonym eller sortgruppsnamn under pyroklorsupergruppen. Betafit upptäcktes första i Betafo på Madagaskar.

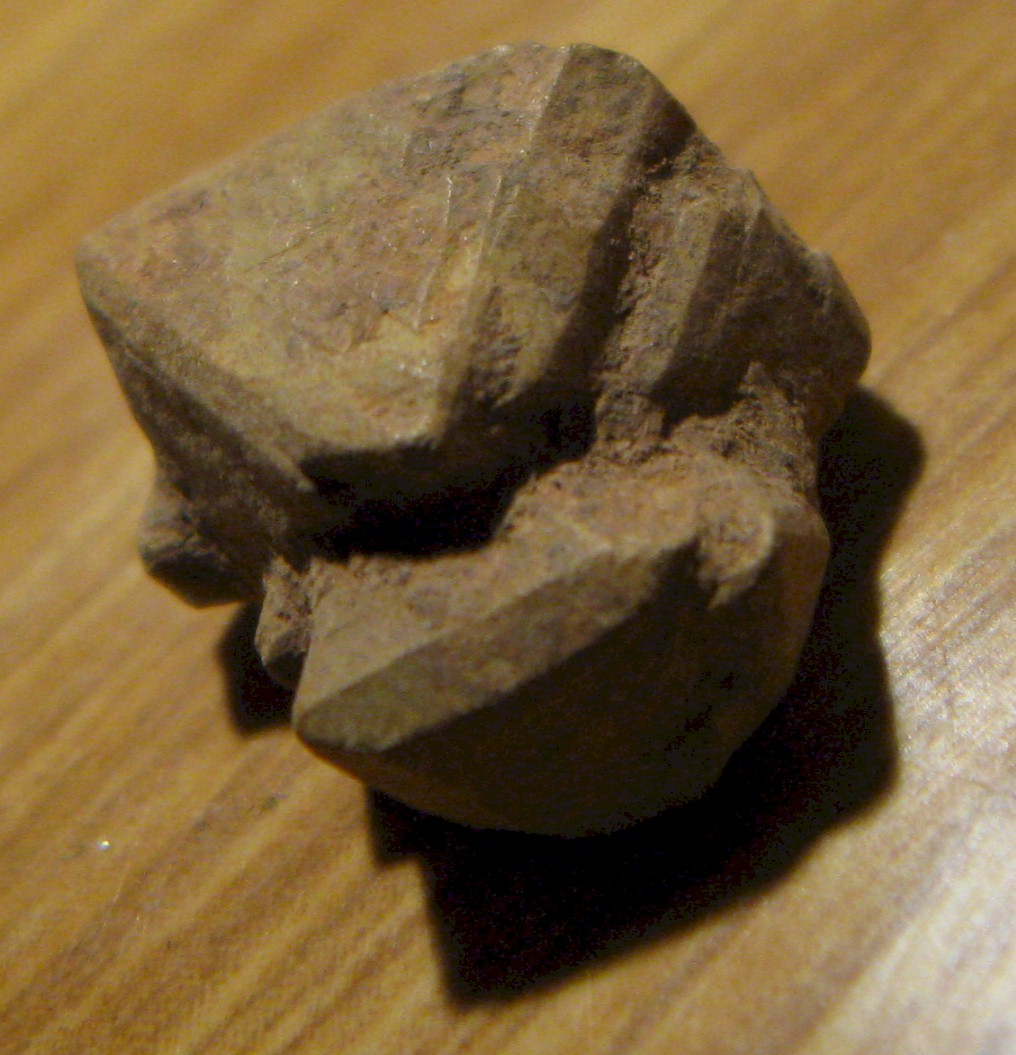
Betafit från Madagaskar

## Struktur
Pyroklorsupergruppsmineralerna överensstämmer med den allmänna formeln A2−mB2X6−wY1−n, där variablerna m, w och n representerar de parametrar som anger ofullständig beläggning av A-, Y- och X-platserna. De kristalliserar i isometriska system med en rymdgrupp av Fd3m eller dess undergrupper där betafit har en hexoktaedrisk klass. Plats A är i allmänhet en 8-koordinerad katjon med en radie på ca 1,0 Å, B-plats är vanligtvis en 6-koordinerad katjon, som vanligtvis innehåller elementen Ti, Nb och Ta för betafit, plats X är vanligtvis O men kan underkasta sig OH och F, och plats Y är typiskt en anjon men kan också vara en vakans, H2O, eller en mycket stor monovalent katjon, som Cs, K och Rb.

## Ursprung och användning
Oxykalciobetafit förekommer i den pyroklastiska formationen som hör till det huvudsakliga utflödesstadiet av Vicoaktiviteten där det finns i foidbärande syenit, som också har optiska observationer av K-fältspat, och mindre amfibol, plagioklas, magnetit, sodalit och sällsynt biotit. Med SEM-EDS observerades även titanit, apatit och baddeleyit. Även om förekomsten av oxykalciobetafit på månen har varit ganska svår att fastställa, har förekomster av oxyuranobetafit beskrivits.
Även om det ännu inte finns någon användning för de accepterade betafitarterna, är pyroklorsupergruppen som innehåller de tidigare betafiterna potentiella källor till uran, torium och niob. Utarmningen av uraninitrika malmkroppar har lett till sökning och mild tillämpning av värmetåliga uranmineraler som en källa till uran för att hålla jämna steg med de ökande behoven.